# Ciril Kosmač
Ciril Kosmač [ciríl kosmáč], slovenski pisatelj, * 28. september 1910, Slap ob Idrijci, † 28. januar 1980, Ljubljana.

## Življenje
Rodil se je 28. septembra 1910 na Slapu ob Idrijci, v kmečki družini očetu Francu in materi Marjani (rojena Trušnovec). Šolo je obiskoval v Gorici in Tolminu, kjer je leta 1928 opravil malo maturo. Ker je sodeloval v organizaciji TIGR, je bil leta 1929 kot eden prvih Slovencev aretiran. Leta 1930 so ga na tržaškem procesu oprostili zaradi mladoletnosti, tako mu je sodišče naložilo dve leti strogega policijskega nadzora. Pobegnil je v Ljubljano, kjer je sodeloval pri različnih organizacijah in časopisih. Nato je odšel v tujino, najprej v Pariz (1938), kjer se je sam učil španskega, angleškega in ruskega jezika, da je lahko bral literarna dela v izvirniku. Leta 1942 se je preselil v London, kjer je delal za radio BBC in pripravljal slovenske oddaje. Med vojno se je pridružil partizanom in se potem leta 1944 vrnil v domovino. Po vojni je bil urednik partizanskega glasila Slovenski poročevalec, ilustriranega tednika Tovariš ter dramaturg pri Triglav film. Potem se je iz Ljubljane preselil v Portorož in se kot svobodni književnik posvetil literarnemu ustvarjanju in prevajanju. 
Leta 1946 je bil zaradi obtožbe, da je angleški vohun, odstavljen z mesta urednika Slovenskega poročevalca. Bil je zelo dober pisec tekstov, tako je dobil leta 1949 Prešernovo nagrado za scenarij Na svoji zemlji. 
Po letu 1960 je nehal objavljati nova dela, a je še vedno ostal aktiven na drugih področjih. Leta 1961 je postal redni član SAZU, leta 1965 je dobil Župančičevo nagrado, v letih 1968-72 je bil predsednik Društva slovenskih pisateljev, 1972. leta je bil izvoljen za predsednika Zveze književnikov Jugoslavije in še vedno veliko tudi prevajal. Tudi ko je prenehal z objavljanjem novih del, je dobil še kar nekaj nagrad. Leta 1974 je dobil nagrado AVNOJ  za pisateljsko delo, leta 1979 so mu prisodili Prešernovo nagrado za življenjsko delo, ki pa je naslednjega leta ni mogel prevzeti, saj je prej umrl.
Na njegovo umetniško ustvarjanje so vplivali Ivan Cankar, pri katerem si je ostril čut za umetniški jezik, Ivan Pregelj, Bogomir Magajna. 
Umrl je 28. januarja 1980 v Ljubljani. Pokopan je na pokopališču v Ročah nad Slapom ob Idrijci.

## Delo
Kosmača uvrščajo v socialni realizem. Pisal je predvsem kratko prozo. Pripoveduje o rojstnem kraju, o stiskah in upanju, o sebi in ljudeh okoli sebe, o ljubezni do domačega kraja, o dobrih, malih čudakih z velikimi srci, o majhnih srečah in velikih nesrečah. Začetno prozo je zasnoval na narodnoosvobodilni misli. Večinoma so njegove pripovedi postavljene v tolminski kmečki svet.  Predvsem opisuje tolminskega človeka v nacionalni in z njo povezani socialni stiski. Za Kosmača je značilno tudi to, da v njegovih delih srečamo veliko čudakov ali drugih posebnežev ali ljudi s posebnimi razvadami v govoru in vedenju (Tantadruj, Smrt nedolžnega velikana, Življenje in delo Venca Poviškaja). 
Najbolj je znan po noveli Tantadruj, ki je fantastična in čudaška, kakršno je in ostane Tantadrujevo hrepenenje po smrti. Novela govori o posebnežu Tantadruju, ki ga skozi zgodbo spremljajo štirje drugi posebneži. Tantadruj si je želel umreti. Šel je k župniku z vprašanji o smrti. Potem je s pomočjo posebnežev le našel način kako umreti, a jim je to preprečil župnik, vsakega je poslal na svojo stran. V noveli se izmenjujeta dve pripovedni tehniki, v prvi in tretji osebi ednine. Pripovedovalec z veliko mero sočutja in razumevanja prikaže vaške posebneže. Snov za novelo je našel v ljudskem izročilu, po pripovedovanju svoje matere. V noveli se kaže boj za srečo, za dostojno življenje. Pohabljeni so tako v življenju kot v hotenju. Leta 1995 je bil posnet tudi film z istim naslovom. Novela po mnenju literarnih zgodovinarjev spada v sam vrh Kosmačeve proze. Kosmač predstavi norca kot etično dobro, pozitivno bitje. 
Posebneže najdemo tudi v noveli Smrt nedolžnega velikana in Življenje in delo Venca Poviškaja. V prvi noveli je posebnež Hotejčev Matic. Po babičini smrti je ostal prepuščen sam sebi in postal predmet posmeha. V svojo zaščito ga je vzel Hotejec, zaščitnik sirot in nezakonskih otrok. Hotejec mu je postopoma vtepal v glavo pravila, ki naj bi mu olajšala medsebojne odnose z ostalimi vaščani. Matic ni bil sposoben za delo, tudi obstanka ni imel. Hodil je od hiše do hiše, kjer se je najedel in potem je šel naprej, kakor so mu veleli vaščani. Na koncu je umrl, čeprav je mislil, da se koža zmeraj zarase, ustrelili so ga fašisti. V ozadju slutimo pripovedovalčevo prepričanje, da je bilo to za Matica odrešitev. 
V drugi noveli je posebnež Venc Poviškaj, ki je imel kilo, zaradi česar so ga vsi zbadali. Samo življenje mu ni bilo ravno naklonjeno. Sestra in njen mož nista bila prijazna z njim, vrgla sta ga celo iz hiše, natakarica Zinka, v katero je bil zaljubljen, pa se je norčevala iz njega. Na koncu je naredil samomor, ker mu je ta pomenil edini izhod iz podrejenega položaja v vaški skupnosti. Novela je razdeljena na dva dela. Prvi govori o Venčevi smrti in njenem odmevu v vasi, drugi pa prikazuje tragiko zaostalega Venca. 
Kosmač je leta 1946 izdal zbirko novel Sreča in kruh, v kateri je šest novel. Poleg novele Življenje in delo Venca Poviškaja so v njej še Sreča, Gosenica, Kruh, Tistega lepega dne in Človek na zemlji. V noveli Sreča prvič srečamo pripovedovalca v prvi osebi ednine. Novela prikazuje predvsem individualno usodo iz življenja navadnih ljudi v Kosmačevem rojstnem kraju. V njegovi vasi se nikoli niso veliko ukvarjali s srečo. Vedno so govorili: »Pravzaprav je imel srečo. Lahko bi bilo še huje.« V vasi je živel Strežek, majhen droban možicelj, ki ga niso jemali prav resno. Čez nekaj časa se je poročil s čokato žensko Katarino in dobila sta otroka Tinko. Ko je Tinka odrasla je dobila otroka. Imena niso vedeli, vsem je bil otrok znan pod imenom Sreča. Tinka je šla delat v tujino, Strežku pa je pustila v skrbi Srečo. Sreča je bila divji otrok. Kmalu po Tinkini vrnitvi domov sta obe s Srečo umrli. Strežek se je sam potolažil, da je bila za Tinko pravzaprav edina sreča, da je umrla. Pripoved se začne in konča z razglabljanjem o sreči v senci nesreče. Snov za novelo Gosenica je vzel iz jetniškega življenja. Pripovedovalec je bil v rimski ječi, kjer je vsak dan gledal skozi okno in opazoval liste na drevesu. Nekega dne jih je gosenica začela jesti. Želel je rešiti drevo. Čez nekaj časa je prišlo do viharja. Gosenica je padla, na drevesu pa je ostal samo še en list. Pomladi je bil že doma in je razmišljal o gosenici in listih. Vsako leto je praznoval goseniški jubilej. V zgodbi je prikazano tudi razpoloženje in odnos do gosenice. Temeljna motiva sta motiv ječe in motiv parazita. Celotna novela namreč prikazuje situacijo o žretju malih živali s strani velikih in da se to dogaja tudi med ljudmi. V noveli Kruh je pripovedovalec povedal svoje mnenje o lakoti, ki je ni mogoče potolažiti s kruhom. Zgodba govori o beraču Okouinokou, ki je umrl ob kruhu. Bil je vaški posebnež. Tako ime so mu dali vaščani zaradi njegovega izgovora »okoli in okoli«. Tistega lepega dne je novela, katere jedro sta dva dogodka – poroka in porod v eni izmed vaških družin, okrog njiju pa so spletena širša politična in medčloveška razmerja. Govori o vaški klepetulji Kihotovi Jeri, ki si je velikokrat kaj zlomila, in o poroki Pečanove Nance in Peskarjevega Ludvika. Na poroki je prišlo do konflikta, ko so ženinovi bratje, pripadniki fašistične stranke, hoteli prepovedati slovensko petje. Prišlo je do boja med Ludvikovimi brati in Nancinima bratoma, ki sta bila proti fašizmu. Zamera med njimi je trajala le tako dolgo, dokler ni Nanca povila otroka. Novela je polna humorja, Kosmač osebe tudi nekoliko karikira s smešnimi govornimi značilnicami. Zadnja v zbirki je novela Človek na zemlji, za katero je snov prav tako našel v življenju svojih rojakov na Tolminskem. V noveli je prikazan posameznik v boju za svoj kos zemlje. Vojna je bila vzrok za spremembe v kmečki družini in v življenju Žefa Obrekarja. Ko se je Žef Obrekar po koncu vojne vrnil domov iz ujetništva, si je zaželel, da bi imel njive. Želja po njivah ga je gnala, da je veliko delal, a se je tudi veliko zadolževal. Vlagal je v zemljo, ki pa v hribovitem svetu nikakor ni mogla postati obdelana. Tako zelo se je zadolžil, da je moral na koncu na delo v tujino in kmalu potem umrl v rudniku. V noveli je izpostavljen motiv hrepenenja po zemlji.
Pomembni deli sta tudi novela Balada o trobenti in oblaku in roman Pomladni dan. Prvo delo je najobsežnejša Kosmačeva novela, novela o človeški smrti in o rojevanju umetnine. Gre za dve paralelni zgodbi. Prva je ta, ki se dejansko dogaja pisatelju Petru Majcenu, druga pa je o Temnikarju, ki si jo pisatelj Majcen zamišlja sproti. Gre za metodo pisateljevega ustvarjanja: proces združevanja dveh svetov, resničnega in domišljijskega. V noveli trije ljudje doživljajo odločilno obdobje v svojem življenju: pisatelj Peter Majcen, kmet Temnikar in kmet Črnilogar, ki je bil Majcnov stanodajalec. Vse usode teh treh oseb so razpete med odločitvijo in dvomom, med pogumom in strahom. Pisatelj Majcen je razpet med ustvarjalnim pogumom in med dvomi o pravilnosti in resničnosti svojega prizadevanja, Črnilogar niha ob samoobtoževanju in begu pred vestjo, starec Temnikar pa je utelešenje poguma, saj odločno zavrača vsak dvom o svojem cilju. Motiv poslednjega Temnikarjevega boja je središčna os novele. V sami noveli sta pomembna dva simbola – beli oblak pomeni življenjsko upanje, ki je spremljalo Temnikarja na poti, glas trobente pa je glas človekove neizprosne moralne zavesti. Trobento v noveli zaslišita oba, tako Majcen kot Temnikar. Trobento in oblak je Kosmač uporabil že takoj na začetku »Bridko je donela trobenta in na sinjem nebu je mirno plaval bel oblak.« Po tej isti noveli je bil leta 1961 posnet film, leta 1963 je bila celotna novela dramatizirana kot radijska igra. 
Roman Pomladni dan je roman z avtobiografskimi prvinami. Snov za roman je vzeta iz spominov, ki jih obujajo drobni predmeti in dogodki, s katerimi se  pripovedovalec srečuje, ko se po koncu vojne vrne v svoj rojstni kraj. Pripovedovalec jasno govori o preteklosti, kot da jo v resnici še enkrat doživlja. Najprej se spomni na sosedovo Kadetko, v družbi katere je odraščal, spomni pa se tudi na prvo svetovno vojno in na materino smrt. Kosmač poleg osebne zgodbe vpelje še pripovedi o usodah drugih ljudi. Stari Trnar je na glas razmišljal o svoji prvi ženi, ki ji ni ugajala preselitev na samotno kmetijo. Stric je Kosmaču pripovedoval o usodi stražmojstra Testena, ki je zblaznel. Temeljni motiv je motiv vračanja, pripovedovanje zgodbe skozi pripovednikov spomin.
Z novelo Očka Orel je začel obravnavati tematiko narodnoosvobodilnega boja. V tej noveli je prvič uporabil personalnega pripovedovalca. V noveli nastopata dva pripovedovalca (avtor in teta), ki povesta vso zgodbo v medsebojnem pogovoru. Vsa novela je zgrajena na dialogu. Govori o vrnitvi avtorja v rojstni kraj in pogovoru s teto o vaščanih. Povedala mu je zgodbo o Obrekarju in njegovi družini. Obrekarju so rekli Očka Orel, ker je bil podoben orlu. Ime so mu dali prav zaradi njegovih oči. Povedala mu je vse, kar se je dogajalo Očku Orlu, tudi kako je trpel in kako je umrl. Na podlagi novele je napisal scenarij za slovenski film Na svoji zemlji (1948).

## Prevajalstvo
Kosmač je znal kar nekaj jezikov, ki se jih je sam naučil v Parizu. Prevajal je prozna in dramska dela iz angleškega in italijanskega jezika. Največ je prevajal za gledališče in radio. Njegovi najbolj znani knjižni prevodi so Polentarska polica Johana Steinbecka, Pravljice in Hiša granatnih jabolk Oscarja Wilda.

### Prevodi njegovih del
Dela Cirila Kosmača so prevedena v več kot 20 jezikov (kitajski, ruski, gruzijski, albanski, arabski, malteški…). V največ jezikov (15)  je bila prevedena novela Balada o trobenti in oblaku. Nekaj prevodov: Gusjenica (Zagreb), Očka Orel (Zagreb), Sreča i hleb (Beograd), Sreća i kruh (Zagreb), Proleten den (Skopje), A Day in Spring (London), Sčast`e i hleb (Moskva), Tantatin (Varšava), Balada pro surmu ta hmarynku (Kijev), Ballade von der Trompete und der Wolke (Berlin), Odbrani raskazi (Skopje).